# Joan Plana i Pons
Joan Plana i Pons (l'Arboç, Baix Penedès,) és un polític català.
Llicenciat en Filosofia i Ciències de l'Educació - Psicologia per la Universitat de Barcelona, i postgrau en “Gestió i direcció de centre docents públics” per la Universitat Oberta de Catalunya l'any 2001, ha tingut una trajectòria professional com a psicoterapeuta, consultor en psicologia industrial i docent tant en l'àmbit públic com en el privat. En l'àmbit privat ha treballat en l'empresa IDPE (Intervenció i diagnòstic psicològic i empresarial), com a soci fundador i responsable de personal i desenvolupament. En l'àmbit públic és funcionari en excedència del cos docent de secundària en el Complex Educatiu de Tarragona de la Generalitat de Catalunya. Des de l'any 2000 fins al 2006 fou membre de la Junta de Govern del Col·legi Oficial de Psicòlegs de Catalunya (COPC) a la delegació de Tarragona.
En l'àmbit de la política i l'administració pública, fou elegit i exerceix com a regidor a l'Ajuntament de l'Arboç per CDC des de l'any 1991, i com a alcalde de l'Arboç des del 2003 al 2005 i des del 2007 al 2009. A més, exerceix també com a vicepresident del Consell Comarcal del Baix Penedès, responsable de les àrees d'Esports, Ensenyament, del Centre de normalització lingüística i de Règim Intern i Qualitat dels Serveis fins al 2015.Al 2011 Coordinador territorial a Tarragona de la Direcció General de Joventut de la Generalitat de Catalunya fins al 2016. També fou diputat Provincial pel Baix Penedès a la Diputació de Tarragona des de l'octubre de 2014 fins al juny de 2015. El març del 2016 Plana és nomenat representant de la Secretaria General de l'Esport de la Generalitat de Catalunya a la Delegació de Tarragona, substituint en el càrrec a Gemma Solé i Boronat.
Vinculat sempre a la cultura popular i tradicional, és membre en actiu del Ball de Diables de l'Arboç des de l'any 1972. L'any 1973 va ser president del “Club Juvenil” de la parròquia de l'Arboç, dansaire de l'Esbart Dansaire Sant Julià, de la colla Gegantera, del Ball de Bastons, soci de l'Elenc Artístic Arbocenc, del Club de Futbol, de la Penya Ciclista de l’Arboç, de la Penya Blaugrana “Salvador Sadurní” i President del grup d'Armats Pretorians de l'Arboç des de la seva fundació fins al desembre de 2014. En aquesta època, també va ser jugador i capità del Club de Futbol l'Arboç i jugador federat de tennis taula amb el Club Juvenil d'aquesta població. El novembre de 2020-22 fou escollit com a coordinador de Junts per Catalunya a la Comarca del Tarragonès.